# Visualización en matemática
La visualización en matemática es un tipo particular de visualización científica, que consiste en determinados procesos y capacidades, relacionados con la representación, para la apropiación de conocimientos matemáticos. Como tal constituye un objeto de estudio de la matemática educativa.

## Concepto de visualización

### Sentido amplio
“La visualización es la capacidad, el proceso y el producto de creación, interpretación, empleo y reflexión sobre cuadros, imágenes, diagramas, en nuestras mentes, en papel o con herramientas tecnológicas, con el propósito de representar y comunicar información, pensando y desarrollando ideas desconocidas y anticipando el entendimiento”. No se trata de ver, simplemente, sino que, quien aprende, es capaz de representar, transformar, generar, comunicar, documentar y reflejar información visual en su pensamiento y lenguaje.

### Visión y visualización
Raymond Duval diferencia visión de visualización: La visión es la percepción directa de un objeto espacial, necesita exploración mediante movimientos físicos del sujeto o del objeto que se mira, porque nunca da una aprehensión completa del objeto. La visualización es la representación semiótica de un objeto, una organización bidimensional de relaciones entre algunos tipos de unidades. Permite comprender sinópticamente cualquier organización como una configuración, haciendo visible lo que no es accesible a la visión así como aprehender globalmente cualquier organización de relaciones. La visualización plantea al aprendizaje tres problemas: la discriminación de las características visuales relevantes; el procesamiento figural con cambios entre registros visuales (descomponer, recomponer una figura, reconfigurar) y perspectiva; coordinación con el registro discursivo.

### Visualización matemática
La visualización pone en juego las estructuras cognitivas sobre las relaciones entre diferentes representaciones de un objeto matemático, referidas a lo numérico, gráfico, algebraico, verbal y gestual.

Las imágenes visuales se pueden tener en presencia o en ausencia de los objetos, incluyendo los símbolos que se pueden disponer espacialmente, como es el caso de los patrones numéricos.
La visualización es un doble proceso, uno ascendente, que va de lo material a lo inmaterial (mental o ideal) y el inverso, descendente, que va de lo inmaterial a lo material.
La visualización espacial, como tema de investigación didáctica, evalúa los procesos y capacidades necesarios para resolver situaciones donde es necesario crear una imagen mental de las propiedades de objetos geométricos espaciales. Hay dos niveles de habilidad: la interpretación y el procesamiento de información figural.
Las imágenes son

representaciones holísticas internas de objetos o escenas, que son isomorfas a sus referentes y pueden ser inspeccionadas y trasformadas.
Clements y Battista, 1992, p. 446

## Noción de concepto figural (Fischbein)
Fischbein parte de la tesis que la geometría trabaja con entidades mentales que son las figuras geométricas, poseedoras de características conceptuales y figurales, las cuales son consideradas por las teorías cognitivas actuales como dos categorías distintas de entidades mentales.
Los conceptos figurales refieren a propiedades espaciales (forma, posición, tamaño), y los conceptuales refieren a la idealidad, abstracción, generalidad, perfección.
La noción de concepto figural distingue las imágenes mentales de objetos perceptibles y las entidades geométricas y reconoce las relaciones dialécticas entre las mismas.
El autor afirma que es necesario un esfuerzo intelectual para entender que las operaciones lógico-matemáticas manipulan solo una versión purificada de la imagen o sea el contenido espacio- figural de la imagen. Estas operaciones se manifiestan, físicamente, como imágenes trazadas en un papel o en un soporte digital, pero el significado trasciende la materialidad del símbolo que lo denomina porque es una idea figurada por un complejo de relaciones. “El concepto figural es también significado. La particularidad de este tipo de significado es que incluye la figura como una propiedad intrínseca”.
El desarrollo de los conceptos figurales es posible por las interacciones con el contenido académico, interacciones socioculturales e interacciones con objetos y con el entorno.

## El enfoque ontosemiótico (EOS)
Godino, Batanero y Font son los representantes del EOS del conocimiento matemático, el cual considera que el análisis de la actividad matemática, de los objetos y procesos intervinientes, se centra en las prácticas de las personas que resuelven determinados problemas matemáticos. Su aplicación a la visualización lleva a distinguir entre "prácticas visuales" y "prácticas no visuales" o simbólico/analíticas. Para ello, se focaliza en los tipos de objetos lingüísticos y artefactos que intervienen en una práctica, los cuales se consideran visuales si ponen en juego la percepción visual.
El componente visual es clave en la comprensión del tipo de tarea y en la formulación de conjeturas, mientras que el componente analítico lo es para la generalización y justificación de las soluciones. 

El grado de visualización puesto en juego en la solución de una tarea depende del carácter visual o no de la tarea y también de los estilos cognitivos del sujeto que la resuelve.

El papel de la visualización es complejo debido a su fuerte asociación con inscripciones simbólicas que, aunque son perceptibles, tienen una significación estrictamente convencional. Aun cuando la visualización se refiera al uso de objetos visuales que interaccionan con las inscripciones simbólicas, principalmente lo hacen con el entramado de objetos conceptuales, procedimientales, proposicionales y argumentativos que se ponen en juego en las correspondientes configuraciones.

### Relación de los signos con el objeto
De acuerdo a la relación de los signos con el objeto de conocimiento, se diferencian íconos, índices y símbolos (Pierce).
Los íconos tienen una relación directa, de semejanza, con el objeto representado y muestran su estructura, por ejemplo una pintura, una foto, un mapa.
Los índices tienen una relación de causa efecto con respecto a la realidad, por ejemplo una huella es índice de que alguien pasó por el lugar.
Los símbolos tienen una relación dada por una regla o hábito, por ejemplo una señal de tránsito.
En las expresiones algebraicas aparecen los 3 tipos. Por ejemplo, la expresión y = x2 − 2x + 1 es una parábola: la utilidad de este tipo de expresiones es que informa de las propiedades esenciales de los objetos matemáticos. Las letras aisladas funcionan como índices de una cantidad, los signos de las operaciones son símbolos, mientras la expresión en su totalidad funciona como un ícono.

### Visualización y comunicación
Los procesos de visualización y sus resultados (imágenes, visualizaciones) se ponen en juego en actividades de comunicación de información que debe ser registrada e interpretada. Por un lado, la comunicación de la forma y los componentes de objetos espaciales o ideales mediante lenguaje visual o representaciones materiales. Por otro lado, la comunicación de la posición relativa de objetos y de uno mismo en el espacio, mediante el uso de lenguaje deíctico, mapas, planos, etc.

## Visualización, tecnología y aprendizaje matemático
La visualización es un medio que facilita la comprensión de un concepto a través de una imagen visual. Cuando se agrega la posibilidad de experimentar interactivamente, usando programas informáticos, mediados por la intervención docente adecuada, los aprendizajes pueden mejorar, como se ha verificado en investigaciones realizadas para el caso de la Regla de Simpson.
Se denominan "manipulables virtuales" a las representaciones digitales de la realidad posibilitadas por las computadoras, que el estudiante puede manipular para hacer visible lo que es difícil de ver o imaginar. Investigaciones realizadas en Inglaterra, Japón, China y Estados Unidos enfatizan la facilitación del pasaje del nivel concreto al abstracto y el incremento de "la capacidad para adquirir habilidades y conceptos al ofrecer una representación física, tangible, móvil, armable y desarmable, que permite visualizar conceptos matemáticos de manera concreta".
Algunas ventajas pedagógicas son:
- su mayor similitud al objeto de conocimiento, posibilitando el establecimiento de vínculos entre lo concreto y lo simbólico.
- la posibilidad de diseñar objetos, moverlos y modificarlos y expresar esas acciones en distintos lenguajes.
- promover explicaciones completas y precisas ya que el estudiante debe especificarle al computador lo que debe hacer para obtener resultados concretos.
- facilitar la exploración mediante la representación de múltiples casos, formas, combinaciones, prolijamente y guardarse para continuar después.
- Visualizar los efectos que tiene en una expresión matemática, modificar otra. Por ejemplo, cambiar el valor de un parámetro de una ecuación y ver cómo la gráfica resultante cambia de forma.
- Obtener retroalimentación inmediata al generar expresiones matemáticas incorrectas.

### Tipos de manipulables virtuales

#### Simulaciones
Permiten modificar algún parámetro (constante o variable) y observar en la pantalla el efecto producido por dicho cambio. Otros permiten configurar el entorno, de manera que los profesores pueden programar las herramientas que quiere habilitar. Se realiza un proceso de ensayo y error (orientado por el profesor) que permite descubrir conceptos matemáticos e ir construyendo un puente entre las ideas intuitivas y los conceptos formales.

#### Software de visualización
Estos brindan importante aporte al álgebra y la geometría: El álgebra es un medio de representación en el cual se trasladan relaciones cuantitativas a ecuaciones o gráficas, por ejemplo el uso de las planillas de cálculo. En Geometría, programas como Cabri Géomètre o Geometer's Sketchpad. Geogebra ofrece posibilidades para todas las áreas de la matemática.

#### Fractales
Los fractales son figuras compuestas de infinitos elementos que mantienen su aspecto y distribución estadística cualquiera que sea la escala con que se observen.